# Waldhof (Wilschdorf)

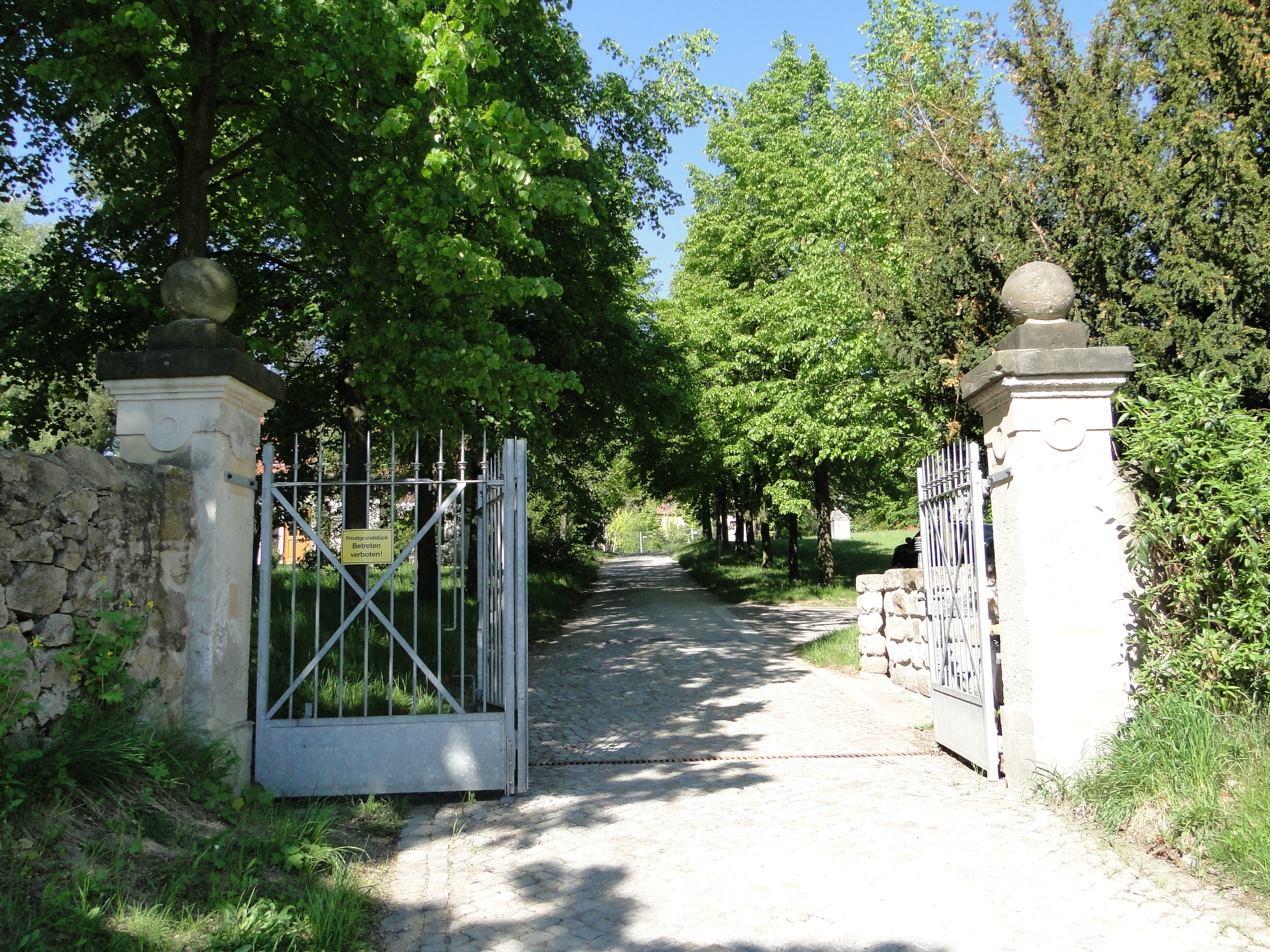
Einfahrt zum Waldhof, 2011

Der Waldhof, auch Henselersches Gut genannt, ist ein Landsitz mit Parkanlage in Wilschdorf bei Dresden.                  

## Geschichte
Auf dem Gelände des Waldhofs wird in der ersten Hälfte des 17. Jahrhunderts ein Weingut erwähnt. Ein Riß von 1715 zeigt die Aufteilung des 4,2 ha großen Grundstücks in vier Bergteile sowie Wohnhaus, Weinpresse, Ställe, Waschhaus, Lustgarten, Sonnenweiser und Born. Das Winzerhaus wurde später zu einem schloßartigen Herrenhaus ausgebaut.  
Ab 1893 gehörte es dem Dresdner Stukkateur und Bildhauer Peter Henseler. Eine von Henseler gestaltete Gartenvase und eine Figurengruppe, mit denen der neue Eigentümer sein Grundstück ausschmückte, sind heute noch vorzufinden.  
Von 1922 bis 1924 war Thea Sternheim Besitzerin. Ihrem Mann, dem Dichter Carl Sternheim, wurde der Kauf durch den befreundeten Maler Conrad Felixmüller vermittelt. Sie veranlasste Umbauten mit terrassenartigen Veranden.  
Ab 1924 gestaltete die Sächsische Landesversicherungsanstalt den Waldhof zum Erholungsstätte für leichttuberkulöse Kinder um. Nach 1945 wurde er als Kinderwohnheim genutzt und 1967 dem Rehabilitationszentrum für Berufsbildung Dresden als „Lager Heimarbeitszentrale“ zugeordnet.